# Nothus caudilunaria
Nothus caudilunaria är en fjärilsart som beskrevs av Jacob Hübner 1823. Nothus caudilunaria ingår i släktet Nothus och familjen Sematuridae. Inga underarter finns listade i Catalogue of Life.